# Sticherus underwoodianus
Sticherus underwoodianus là một loài dương xỉ trong họ Gleicheniaceae. Loài này được Maxon Nakai mô tả khoa học đầu tiên năm 1950.